# Dejrestan
Dejrestan (pers. ديرستان) – miejscowość w południowym Iranie, w ostanie Hormozgan, na wyspie Keszm. W 2006 roku miejscowość liczyła 1453 mieszkańców w 294 rodzinach.